# محمية العبدلية
محمية العبدلية محمية طبيعية كويتية، تبلغ مساحتها حوالي واحد كيلو متر مربع. تحتوي علي نباتات مثل العرفج والثندي والخزامة، وأنواع عديدة من نباتات حولية.